# Wilhelm Brenner
Wilhelm Brenner (* 30. Juni 1929; † 4. Februar 2011 in München) war ein deutscher Wasserbauingenieur.
Er war von 1988 bis 1993 Präsident des Bayerischen Landesamtes für Wasserwirtschaft. Als Honorarprofessor für Wasserbau lehrte er an der TU München.

## Schriften
- Ludwig Strobel (Unter Mitarb. von Wilhelm Brenner); Hrsg.: Bayerisches Landesamt für Wasserwirtschaft: Wasserwirtschaft in Bayern als Zukunftsauftrag und Herausforderung. Bayerisches Landesamt für Wasserwirtschaft. München, 1988
- Wilhelm Brenner; W. Höltl: Anwendung der Dräntechnik: Ergebnisse von Unters. u. Ortsbesichtigungen in Drän-Problemgebieten u. deren Nutzanwendung für d. Wasserwirtschaftler. Bayerisches Landesamt für Wasserwirtschaft. München, 1980
- Wilhelm Brenner: Orohydrographische Analyse: Analyse d. Strömungsverhältnisse d. Bodenwassers u. deren Nutzanwendung zur Bodenwasserregelung mit Hilfe d. Höhenflurkarte. Bayerisches Landesamt für Wasserwirtschaft. München, 2. Auflage 1979